# 4657 Lopez
A 4657 Lopez (ideiglenes jelöléssel 1979 SU9) a Naprendszer kisbolygóövében található aszteroida. Nyikolaj Sztyepanovics Csernih fedezte fel 1979. szeptember 22-én.